# Liste der Fahnenträger der lucianischen Mannschaften bei Olympischen Spielen
Die Liste der Fahnenträger der lucianischen Mannschaften bei Olympischen Spielen listet chronologisch alle Fahnenträger lucianischer Mannschaften bei den Eröffnungsfeiern Olympischer Spiele auf.

## Liste der Fahnenträger
| Mannschaft             | Veranstaltung | Fahnenträger (EF) | Fahnenträger (AF)             |
| ---------------------- | ------------- | ----------------- | ----------------------------- |
| 1996 in Atlanta        | Sommerspiele  | Michelle Baptiste |                               |
| 2000 in Sydney         | Sommerspiele  | Dominic Johnson   |                               |
| 2004 in Athen          | Sommerspiele  | Zepherinus Joseph | Alfred Emmanuel (Offizieller) |
| 2008 in Peking         | Sommerspiele  | Levern Spencer    | Levern Spencer                |
| 2012 in London         | Sommerspiele  | Levern Spencer    | Levern Spencer                |
| 2016 in Rio de Janeiro | Sommerspiele  | Levern Spencer    | Jeanelle Scheper              |
| 2020 in Tokio          | Sommerspiele  | Levern Spencer    | Levern Spencer                |
| 2020 in Tokio          | Sommerspiele  | Jean-Luc Zephir   | Levern Spencer                |
| 2024 in Paris          | Sommerspiele  | Michael Joseph    | Volunteer                     |

Anmerkung: (EF) = Eröffnungsfeier, (AF) = Abschlussfeier

## Statistik
| Rang    | Sportart       | EF | AF | ∑  |
| ------- | -------------- | -- | -- | -- |
| 1       | Leichtathletik | 8  | 4  | 12 |
| 2       | Schwimmen      | 1  | 0  | 1  |
| 2       | Offizieller    | 0  | 1  | 1  |
| 2       | Volunteer      | 0  | 1  | 1  |
| Gesamt: | Gesamt:        | 9  | 6  | 15 |

| Rang                   | Sportart | EF | AF | ∑ |
| ---------------------- | -------- | -- | -- | - |
| bisher keine Teilnahme |          |    |    |   |
| Gesamt:                | Gesamt:  | 0  | 0  | 0 |

| Rang    | Sportart       | EF | AF | ∑  |
| ------- | -------------- | -- | -- | -- |
| 1       | Leichtathletik | 8  | 4  | 12 |
| 2       | Schwimmen      | 1  | 0  | 1  |
| 2       | Offizieller    | 0  | 1  | 1  |
| 2       | Volunteer      | 0  | 1  | 1  |
| Gesamt: | Gesamt:        | 9  | 6  | 15 |